# Arthur Michael
Arthur Michael (Buffalo, 1853 – 1942) è stato un chimico statunitense.
Insegnante ad Harvard dal 1902 al 1936, fu scopritore della celebre reazione di Michael.